# O Negociador (Livro)
1. REDIRECIONAMENTO O Negociador (livro)